# Terbregge
Terbregge is een voormalige buurtschap in het Rotterdamse stadsdeel Hillegersberg-Schiebroek.
Terbregge ligt tussen de rivier de Rotte, de spoorlijn Rotterdam-Gouda, (het verlengde van) de rijksweg A16 en de A20.
De huidige wijk bestaat uit de voormalige buurtschap Terbregge, die in de dertiende eeuw ontstond rond een brug over de Rotte, en de binnenstedelijke Vinex-locatie Nieuw Terbregge, waar sinds 1999 gebouwd wordt. In 1524 moet het gehucht ‘Terbregghe’ al bestaan hebben. Het dorp werd in de lente van 1746 getroffen door een grote brand. Een generatie later, op 22 augustus 1775 werd Terbregge opnieuw door een grote brand getroffen. Deze was ontstaan in een hagelgieterij die zich ten westen van de Rotte, tussen de korenmolen en het verlaat bevond.
Hierbij raakten veel huizen beschadigd. De molen De Vier Winden staat in het oude gedeelte aan de Rotte, het jeugd- en amateurcomplex van voetbalvereniging Sparta Rotterdam staat in het nieuwe gedeelte.
Nieuw Terbregge is een landelijk gelegen nieuwbouwwijk met veel groen en water. De woningen zijn gebouwd volgens het principe van 'duurzaam bouwen'. Sinds 2005 neemt RET buslijn 35  Nieuw Terbregge ook mee in zijn route.
De wijk is vooral bekend door het naastgelegen verkeersknooppunt Terbregseplein, waar de rijksweg A16 uitkomt op de A20.
Op 28 april 2007 werd de Britse Air Commodore Andrew Geddes, die de voedseldroppings in Operatie Manna voorbereidde, geëerd met het vernoemen van een wandelweg als het Air Commodore Geddespad. Dit pad voert langs het Manna/Chowhound monument in de geluidswal van de noordelijke rondweg om Rotterdam.